# 해피 피트
《해피 피트》(Happy Feet)는 2006년 공개된 조지 밀러 감독의 애니메이션 영화이다. 귀여운 펭귄이 등장한다.